# 米氏鮃
米氏鮃為輻鰭魚綱鰈形目鰈亞目鮃科的其中一種，為熱帶海水魚，分布於東南大西洋聖赫勒拿島及亞森松島海域，棲息深度5-100公尺，體長可達22.3公分，棲息在沙泥、礫石底質底層水域，生活習性不明，可做為食用魚。

## 扩展阅读
維基物種上的相關：米氏鮃